# Casa de Orfeo (Pompeya)

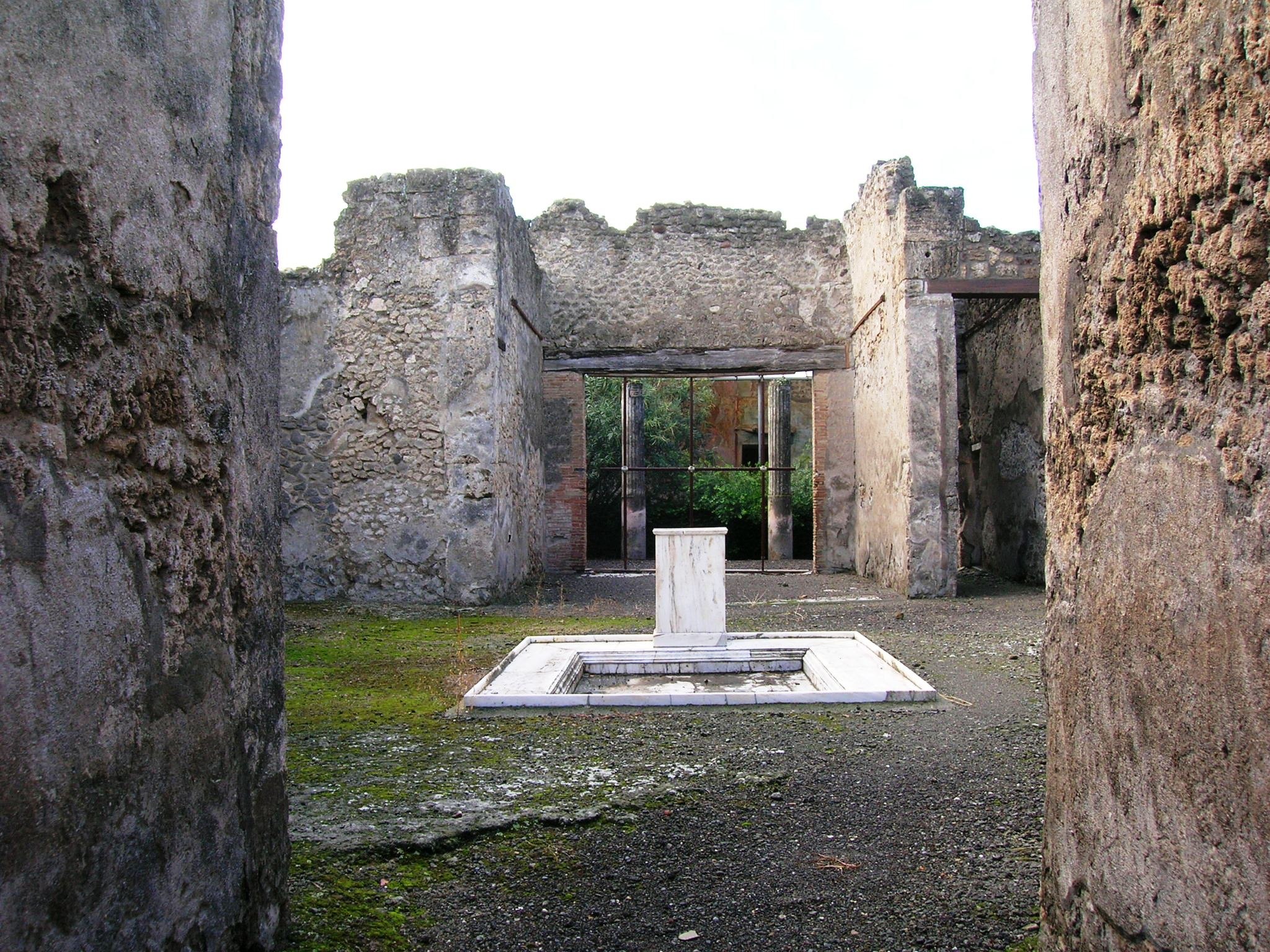
Atrio.

La Casa de Orfeo es una domus (casa) de época romana, enterrada durante la erupción del Vesubio en el año 79 y encontrada tras las excavaciones arqueológicas de la antigua Pompeya. Se llama así porque contiene un fresco que representa a Orfeo.

## Historia y descripción
Como el resto de los edificios de Pompeya, la Casa de Orfeo quedó sepultada bajo un manto de ceniza y lapilli durante la erupción del Vesubio del año 79. Fue sacada a la luz durante las excavaciones de la época borbónica en 1834 y explorada de nuevo en 1874.

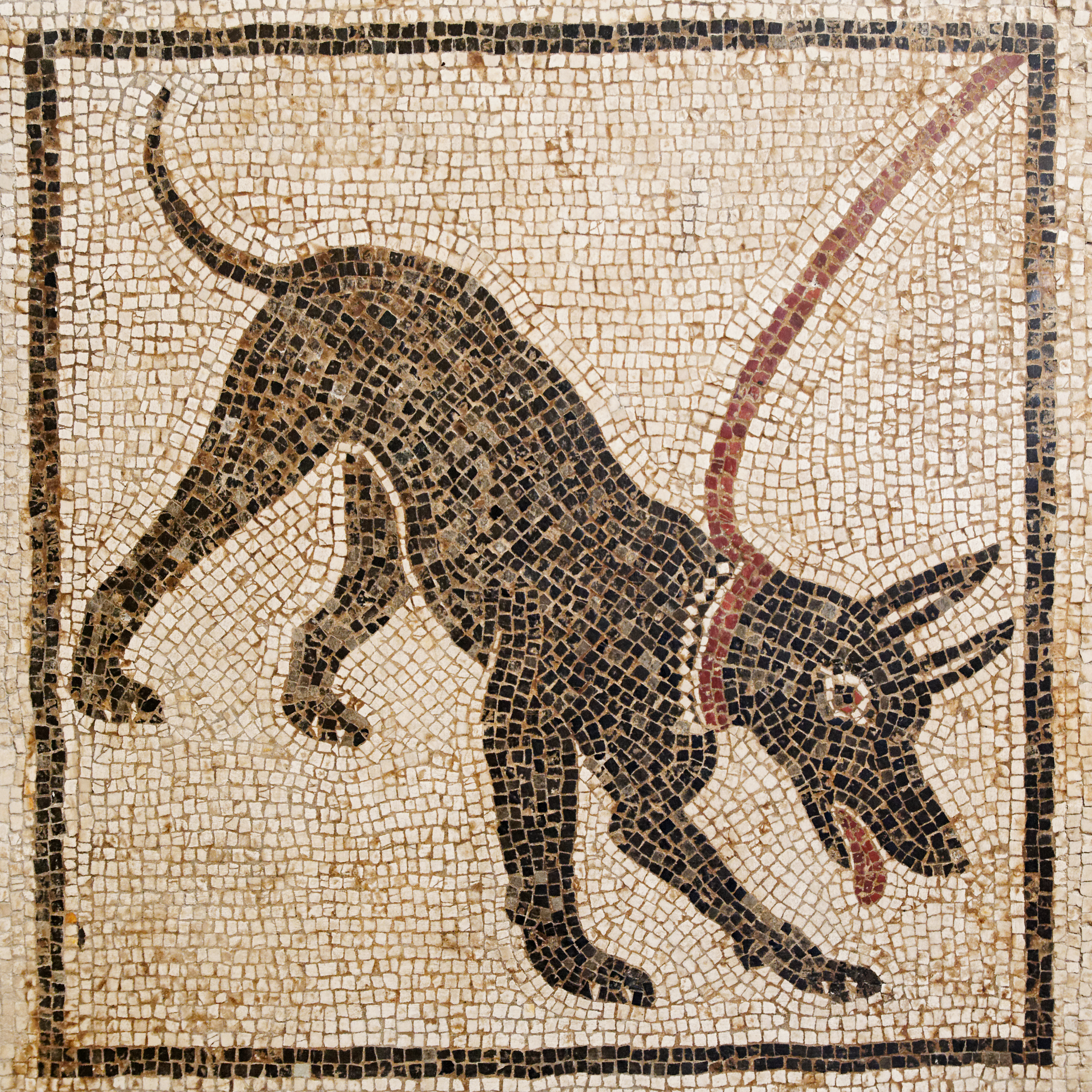
El mosaico del perro.

En el momento de la excavación, la casa tenía varias inscripciones electorales en las paredes exteriores, con el nombre del propietario, Vesonio Primo (Vesonius Primus), al que también pertenecía un batán cercano. Tras la entrada se accede al atrio, con un impluvium y una fuente de mármol y restos de estuco en las paredes, perdidos en gran parte debido a las vibraciones causadas por los bombardeos durante la Segunda Guerra Mundial. En esta sala, Anticuario de Pompeya. En el atrio también se hizo un molde de un perro, también conservado en el anticuario, que había quedado atrapado durante la erupción porque estaba atado a una correa y murió asfixiado: el molde de yeso, además de la expresión dramática del animal, permitió comprobar la presencia de un collar de cuero con dos anillos de bronce.
En torno al atrio hay varios cubículos, en los que también se conservan varias decoraciones murales de estuco, en particular, en uno de ellos se encontró el 23 de febrero de 1875 un mosaico en el suelo que representaba un perro, desprendido y conservado en el Museo Arqueológico Nacional de Nápoles; en una estancia contigua se descubrió una obra similar. Le seguía el tablinum, con restos de un mosaico en el suelo de formas geométricas con teselas blancas y negras, y a continuación, el peristilo, formado por ocho columnas estucadas acanaladas en la parte superior, dispuestas en dos lados. En el jardín, además de una hornacina en cuyo interior se encontró una estatuilla de bronce que representa a Júpiter sosteniendo un rayo, se encuentra el fresco de una pared que da nombre a la casa, descubierto el 20 de noviembre de 1874, el único con este tema conservado en Pompeya, a saber, el de Orfeo tocando la lira rodeado de diversos animales como un león, una pantera, un jabalí, una liebre, diversas aves y también medallones con figuras humanas en su interior.
Varias salas dan al jardín, entre ellas dos triclinios, uno con un fresco de un paisaje, con figuras naturales y animales a su alrededor  y el otro con un fresco de un paisaje montañoso, todavía visible en el momento de la excavación, pero que luego desapareció casi por completo debido al mal estado de conservación, y una estancia con suelo de mosaico con motivos geométricos, que tiene un fresco tripartito en una pared con elementos arquitectónicos en los laterales y una representación de Cupido en el centro: En la misma estancia, se puede ver un pájaro comiendo fruta en el arquitrabe. La casa también tenía un piso superior, que se derrumbó tras la erupción y del que sólo queda la base de la escalera de acceso.